# The Music of the Night
«The Music of the Night» (también denominada simplemente «Music of the Night») es una canción del popular musical de 1986 El fantasma de la ópera. La música fue compuesta por Andrew Lloyd Webber con letras por Charles Hart. Ha aparecido en múltiples versiones del musical, como en la  del reparto original, con el actor inglés Michael Crawford, y ha sido interpretada por grandes artistas de renombre como Barbra Streisand, Sarah Brightman o por Il Divo. 

## Versiones
Inicialmente se hizo conocida por Michael Crawford, el actor que originó el rol de Phantom en el West End y en Broadway. La canción vendió millones de copias en todo el mundo y ha sido traducida a muchos idiomas. La productora The Really Useful Group filmó un vídeo que protagoniza Crawford y Sarah Brightman (quien no cantó), el cual presentó la letra original de la canción. Crawford más tarde grabó la canción a dúo con Barbra Streisand para su álbum "Back to Broadway" (1993). Esta versión también aparece en su álbum de dúos más importante.
En el musical, se canta después de que el Fantasma atrae a Christine Daaé a su guarida debajo de la Ópera. Seduce a Christine con "su música" de la noche, su voz la pone en una especie de trance. Él canta sobre su amor tácito por ella y la insta a olvidar el mundo y la vida que conocía antes. El Fantasma guía a Christine por su guarida y finalmente abre una cortina para revelar un maniquí vestido con un vestido de novia que se parece a Christine. Cuando se acerca, de repente se mueve, provocando que se desmaye. El Fantasma luego lleva a Christine a una cama, donde la acuesta y continúa escribiendo su música.
Sarah Brightman declaró, en el concierto del Royal Albert Hall de Londres en 1997, que la canción fue escrita originalmente por Andrew Lloyd Webber para ella, la primera vez que la conoció. Esa versión tenía una letra diferente y se llamaba "Married Man". La letra se reescribió más tarde y la canción se agregó a El fantasma de la ópera.
Un año antes de que El fantasma de la ópera se estrenara en el Her Majesty's Theatre, la versión original de la canción se interpretó en el propio teatro de Andrew Lloyd Webber en Sydmonton, junto con los primeros borradores del espectáculo.La audiencia era un grupo especialmente reunido de conocidos de Webber. El Fantasma fue interpretado por Colm Wilkinson, quién cantó The Music of the Night" en el acto uno. La letra era muy diferente de las utilizadas en las tres variaciones de la canción, ya que el letrista Charles Hart aún no se había involucrado en el proyecto.

Una versión de "The Music of the Night" cantada por Sarah Brightman tiene letras alternativas, así como un final diferente, reemplazando la línea "To the power of the music that I write," con "To the harmony which dreams alone can write".

## Controversia con Puccini
Debido a las similitudes entre la canción y una melodía recurrente en la ópera de 1910 de Giacomo Puccini, La fanciulla del West (La chica del oeste dorado), los herederos de Puccini presentaron una demanda contra Webber, acusándolo de plagio. Se resolvió un acuerdo extrajudicialmente y los detalles no se dieron a conocer al público.